# Småtjärnarna (Lidens socken, Medelpad, 696662-154848)
Småtjärnarna är en sjö i Sundsvalls kommun i Medelpad och ingår i Indalsälvens huvudavrinningsområde.